# 28 cm Kanone (Eisenbahn) Schwere Bruno
28 cm K. (E) Schwere Bruno – niemieckie działo kolejowe z okresu II wojny światowej.